# Дуглас, Уильям, герцог Гамильтон
Уильям Дуглас-Гамильтон (24 декабря 1634 — 18 апреля 1694) — шотландский аристократ и пэр, 1-й граф Селкирк (1646—1688), герцог Гамильтон (по праву жены) (1660—1694).

## Биография
Старший сын Уильяма Дугласа (1589—1660), 11-го графа Ангуса и 1-го маркиза Дугласа, от второго брака с леди Мэри Гордон (1600—1674), дочери Джорджа Гордона, 1-го маркиза Хантли.
В 1646 году 11-летний лорд Уильям Дуглас получил титул 1-го графа Селкирка. Во время Войн трёх королевств поддерживал роялистов и после их поражения вынужден был выплатить английскому правительству штраф в размере 1000 фунтов стерлингов.
29 апреля 1656 года лорд Селкирк женился на леди Анне Дуглас-Гамильтон (1631—1716), герцогине Гамильтон (1651—1698). Её владения были конфискованы по приказу английского лорда-протектора Оливера Кромвеля из-за деятельности его отца и дяди во время Гражданской войны в Англии. Её отец Джеймс Гамильтон, 1-й герцог Гамильтон, был казнён в 1649 году, а дядя — Уильям Гамильтон, 2-й герцог Гамильтон — умер после битвы при Вустере в 1651 году. В 1657 году Анне Гамильтон были возвращены её титулы и родовые земли.
После реставрации в 1660 году Карла II Стюарта лорд Селкирк изменил фамилию на Дуглас-Гамильтон и получил титул герцога Гамильтона по ходатайству своей жены Анны Гамильтон, 3-й герцогини Гамильтон.
Уильям Дуглас-Гамильтон на ранней стадии своей политической деятельности пользовался поддержкой Джона Мэйтленда, герцога Лодердейла. В 1676 году он был уволен из Тайного совета и во время последующего посещения Лондона не был принят королём Карлом II Стюартом. В 1685 году поддержал избрание на королевский трон Якова II Стюарта, но позднее вступил в сношения с голландским статхаудером Вильгельмом Оранским. В марте 1689 года герцог Уильям Дуглас-Гамильтон председательствовал на съезде сословий Шотландии в Эдинбурге, который предложил шотландскую корону Вильгельму Оранскому и его супруге Марии Стюарт.
В октябре 1688 года Уильям Дуглас отказался от титула графа Селкирка и лорда Даэра в пользу своего третьего сына Чарльза Дугласа.
18 апреля 1694 года 59-летний Уильям Дуглас скончался в Холирудском дворце в Эдинбурге.

## Дети
- леди Мэри Гамильтон (1657—1666)
- Джеймс Гамильтон (1658—1712), 4-й герцог Гамильтон и 2-й герцог Брендон
- лорд Уильям Гамильтон (ок. 1659—1688)
- леди Кэтрин Гамильтон (1662—1707), муж — Джон Мюррей (1660—1724), 1-й герцог Атолл (1703—1724)
- Чарльз Гамильтон, (ок. 1662—1739), 2-й граф Селкирк
- Джон Гамильтон (ок. 1664—1744), 1-й граф Руглен и 3-й граф Селкирк
- Джордж Гамильтон (1666—1737), 1-й граф Оркнейский
- леди Сюзанна Гамильтон (1667—1737), 1-й муж — Джон Кокрейн (1660—1690), 4-й граф Дандональд (1685—1690), 2-й муж — Джон Хэй (1645—1713), 2-й маркиз Твиддэйл (1697—1713)
- леди Маргарет Гамильтон (1668—1731), муж — Джеймс Мол (1658—1723), 4-й граф Панмюр (1686—1716)
- леди Анна Гамильтон (род. 1669 и умерла в младенчестве)
- лорд Базил Гамильтон (1671—1701)
- лорд Арчибальд Гамильтон (1673—1754).